# Melba Guariglia
Melba Guariglia Zas (Montevideo, 27 de abril de 1943) es una escritora, licenciada en Trabajo Social, editora y docente universitaria uruguaya. Residió exiliada en México desde 1978 hasta 1986.

## Biografía
Nació en el barrio Capurro en Montevideo. Ha publicado artículos, comentarios de libros, cuentos y poemas en diversos medios de difusión de Uruguay y de México. Ha sido periodista y correctora de editoriales y publicaciones en ambos países, así como de UNICEF y UNESCO, con más de cincuenta títulos acreditados. Como periodista ejerció en distintos medios de Uruguay y México. Fue, desde 1966 en adelante, periodista, columnista y notera de Diarios Hechos, Uruguay, Época, en Uruguay. En Excélsior, revista Plural, El Búho, Revista mexicana de cultura, El Nacional, La brújula en el bolsillo, México en el arte, Dí, entre otras publicaciones, en México. A partir de 1986 escribió, todo en Uruguay, en Graffitti, La República, Brecha, Revista del Sur, La guía del ocio.
Participó en libros colectivos con trabajos de investigación social: Menores en circunstancias especialmente difíciles (UNICEF), Liberar la esperanza (BICE), Violencia doméstica 
(Instituto de la Mujer, Uruguay) y artículos académicos sobre temas sociales en revistas nacionales e internacionales. Fue docente grado 3 de la Facultad de Ciencias Sociales de la Udelar en Área de Publicaciones, desde 1998 hasta 2008, Asistente Social del actual INAU desde 1968 hasta el 2006.
Integra diversas antologías de poesía en Uruguay y México, una de ellas bilingüe español-portugués, un libro colectivo de cuentos (México) y poemas suyos han sido musicalizados, editados en CD y traducidos al francés. Integra antologías de poesía de mujeres, Voces dispersas. Poesía del exilio, el destierro y la migración, en España,  La mujer rota, en México, Madrelengua. Poesía amorosoerótica , Uruguay, así como colaboraciones diversas en libros electrónicos, revistas virtuales y webs. Y ha realizado numerosas lecturas públicas en instituciones, calles y boliches.
Es coeditora del libro La palabra entre nosotras (Ediciones de la Banda Oriental), 2005) que recoge las Memorias del I Encuentro de Literatura Uruguaya de Mujeres, del que fue co-organizadora.
Ha recibido premios por su libro de poemas Oficio de ciegos, Segundo Premio Inédito (1996) y Mención Édita (1997) del Premio Nacional de Poesía del Ministerio de Educación y Cultura, y Premio Morosoli a la Labor Editorial (2013). Su libro La tibieza del río fue Mención en Premio Nacional de Literatura del MEC, categoría Poesía Édita (2017).
Desde su creación en 2007 hasta 2016 integró el Consejo de Evaluación y Fomento de Proyectos Artístico Culturales (CONAEF) del MEC. Ejerce un activismo cultural como coordinadora de proyectos socioculturales desde su juventud hasta la actualidad. Actualmente reside en Uruguay, dirige Ático Ediciones y es socia fundadora y expresidenta de la Casa de los Escritores del Uruguay.

## Obra
- Pausa, Poesía. (Editorial Encuentros. Pos, 2020).
- ¿Pasado en limpio? (escenas supervivientes de un exilio). (Yaugurú, 2019).
- La tibieza del río, poesía. (Civiles Iletrados, 2016). Mención en Premio Nacional de Literatura del MEC.
- La casa que me habita, reedición por Yaugurú (2015).
- La memoria de los nombres , novela.  (Yaugurú, Montevideo, 2011).
- La furia del alfabeto, des-cuentos, narrativa (Letradura, Montevideo, 2010).
- Pequeñas islas, poesía, (Ático Ediciones, 2010).
- Entredichas palabras, poesía,  (Ático Ediciones, 2008).
- Sublevación del silencio (Universidad del Estado de México, 2000).
- Oficio de ciegos (Ediciones de la Crítica, 1998).  Premio de Poesía Inédita y Mención Édita en los concursos nacionales de Literatura del Ministerio de Educación y Cultura del Uruguay (MEC).
- Señas del derrumbe (Ediciones del Mirador, 1991).
- La casa que me habita (Ediciones de la Banda Oriental, 1986).
- A medio andar (Monte Sexto, 1987).
- El sueño de siempre  (Ed. Oasis, México, 1984).